# Benedict Alphons von Emperger
Benedict Alphons Emperger, ab 1766 Edler von Emperger (* 17. März 1711 in Irschen, Kärnten; † 15. Juli 1788 in Klagenfurt, Kärnten), war ein österreichischer Advokat und landesfürstlicher Bannrichter in Kärnten.

## Leben
Benedict Alphons Emperger wurde als dritter Sohn des David Emperger und seiner Frau Maria Elisabeth von Rost am Ritscherhof in Simmerlach bei Irschen geboren. Die Emperger waren ursprünglich Händler in Oberdrauburg, die 1661 einen Wappenbrief mit Lehensartikel erhalten hatten. David Emperger war dort herrschaftlicher Pfleger der Grafen Porcia. Dadurch erhielt sein Sohn Benedict Alphons die Möglichkeit Rechtswissenschaften zu studieren. Im Jahr 1736 heiratete er in Klagenfurt Johanna Klaudia von Hagenloher. Aus dieser Ehe entstanden 11 Kinder. Seit 1739 geschworener Advokat übernahm er 1745 das landesfürstliche Bannrichteramt von seinem 1740 verstorbenen Vorgänger Georg Wolfgang von Tschabueschnig. Wegen seiner Verdienste wurde er von Kaiserin Maria Theresia am 30. Oktober 1766 in den Adelsstand erhoben. Er starb 1788 in Klagenfurt. Sein jüngster Sohn Johann Seyfried von Emperger war der letzte Bannrichter von Kärnten.

## Todesurteile
- N. Grundner und Ulrich Hinterlechner, 1747[5]
- Maria Sturmin, 1749[5]
- Johann Pötscher, hingerichtet 25. Februar 1750 im Landgericht Kraig
- Elisabeth und Simon Steinwender, 1755[5]
- Hansl Schlatzinger, 1756[5]
- Martin Mitterer, 1772[9]
- Eva Kary geb. Faschauner, hingerichtet am 9. November 1773 in Gmünd